# Каспрович, Эразм Лукаш
Эразм Лукаш Каспрович (пол. Erazm Łukasz Kasprowicz; 1 июня 1835, Загуже, ныне в составе Клобуцка — 22 ноября 1922, Лейпциг) — польский издатель, работавший в Германии.
С 12-летнего возраста работал в издательстве и книжной лавке Фридлейна в Кракове. В 1854 г. перебрался в Лейпциг, работал в польском издательстве Бобровича вплоть до его ликвидации в 1859 г., после чего поступил в издательскую фирму «Брокгауз». В 1860 г. по инициативе Каспровича издательство начало выпускать книги на польском языке, открыв книжную серию «Biblioteka Pisarzy Polskich» (Библиотека польских писателей); всего за 4 года вышла 81 книга. С началом Польского восстания 1863 года Каспрович предпринял попытку перебраться в Польшу и примкнуть к нему, однако из-за полицейского надзора так и не добрался до места основных событий, непродолжительное время исполнял обязанности управляющего в галицийском имении графа Северина Уруского.
Вернувшись в Лейпциг в 1864 г., Каспрович, не прекращая работы в «Брокгаузе», открыл одновременно собственное издательство «Slavische Buchhandlung», которым занимался до конца жизни (от работы в «Брокгаузе» он вынужден был по состоянию здоровья отказаться в 1909 году). В своём издательстве Каспрович выпускал польские и русские книги, по тем или иным причинам (чаще всего политическим) рискованные и неудобные для выпуска в «Брокгаузе». В частности, в 1884—1889 гг. Каспрович напечатал (в трёх выпусках) польский перевод первого тома «Капитала» Карла Маркса, подготовленный группой молодых польских революционеров (Станислав Крусинский, Казимир Плавинский, Мечислав Бшезинский, Юзеф Семашко и Людвик Кшивицкий).
Многие русские издания Каспровича выпускались в сотрудничестве с А. И. Герценом. В частности, в 1876 г. в Лейпциге было переиздано подготовленное Герценом в Лондоне «Путешествие из Петербурга в Москву» Александра Радищева. У Каспровича увидели свет многие ценные источники по различным революционным эпизодам в российской истории — в частности, записки Н. А. Саблукова об убийстве императора Павла I, мемуарные записки декабристов Сергея Трубецкого и Ивана Якушкина, «Материалы для биографии К. Ф. Рылеева», «Общество пропаганды в 1849: Собрание секретных бумаг и высочайших конфирмаций» (материалы по делу петрашевцев). Каспрович также выпустил книгу нецензурных стихотворений Петра Шумахера.
После смерти Каспровича его издательство было приобретено берлинским издателем Иваном Ладыжниковым.